# ۹ ذی‌القعده
۹ ذیقعده، نهمین روز از ماه ذیقعده در تقویم هجری قمری است.
در تقویم هجری قمری قراردادی این روز سیصد و چهارمین روز سال است.

## وقایع
- ورود سپاهیان مصر و عثمانی به مدینه و خارج کردن شهر از دست وهابیان. (۱۲۲۷ ق)

## زادگان
- ۳۹۴ - ناصرخسرو شاعر، حکیم و جهانگرد ایرانی
- ۱۳۲۳ - محمدکاظم شریعتمداری، فقیه شیعهٔ ایرانی.